# Neckerales
Die Einteilung der Lebewesen in Systematiken ist kontinuierlicher Gegenstand der Forschung. So existieren neben- und nacheinander verschiedene systematische Klassifikationen. 
Das hier behandelte Taxon ist durch neue Forschungen obsolet geworden oder ist aus anderen Gründen nicht Teil der in der deutschsprachigen Wikipedia dargestellten Systematik.
Die Neckerales sind eine Ordnung der Moose, die auch manchmal Isobryales genannt wird. Die systematische Stellung ist noch ziemlich unklar. Sie wird auch manchmal bei den Bryales oder den Orthotrichales eingegliedert.

## Merkmale
Die Ordnung besteht aus Moosen, deren Gesamtaufbau aber sehr unterschiedlich sein kann. Das Hauptstämmchen liegt häufig dem Boden auf, von ihm steigen Seitenzweige auf oder hängen herunter. Es gibt aber auch aufrechte und wenig verzweigte Formen. Die Beblätterung ist zweizeilig, dreizeilig oder spiralig. Die Blattzellen können rundlich bis langgestreckt (prosenchymatisch) sein. Rippe fehlt oder ist vorhanden. 
Die Sporogone stehen am Ende der Seitenäste (kladokarp). Das Peristom ist doppelt, jedoch oft scheinbar einfach oder fehlend. Das innere Peristom ist meist unvollständig.

## Verbreitung
Die Neckerales sind weltweit verbreitet. Der Schwerpunkt liegt jedoch in den Tropen. Die meisten Arten wachsen auf Fels oder auf Rinde. Nur wenige Arten besiedeln bloße Erde.

## Systematik
Die Ordnung besteht aus 24 vielfach artenarmer Familien, wovon 12 auch in Europa heimisch sind. Eine Auswahl: 
- Climaciaceae
- Hypopterygiaceae
- Neckeraceae
- Thamniaceae (Thamnobryaceae)
- Cryphaeaceae
- Leucodontaceae
- Fontinalaceae
- Pterobryaceae
- Meteoriaceae
- Lembophyllaceae